# Terremoto del Mar Muerto de 2007
El   terremoto del Mar Muerto de 2007  fue un sismo registrado en las costas de Israel el 19 de noviembre de dicho año. El evento tuvo una magnitud de apenas 4 grados en la escala sismológica de Richter por lo que no produjo víctimas ni graves daños.
La dueña de un restaurante frente a la costa del Mar Muerto, aseguró:
"El piso retumbó con mucha fuerza que pensamos que se iba caer como pasó en Israel hace tres años y en un minuto, todos los utensilios del local estaban en el suelo. Cuando ya creíamos que había pasado todo vemos que el mar comienza a subir y subir. Fueron dos minutos de tensión, en esos que uno no sabe que hacer, el mar subió tanto que pensábamos que íbamos a mojarnos".